# جنگ ایمو
جنگ ایمو (انگلیسی: Emu War) نام عملیات نظامی مدیریت حیات وحش موذی است که در استرالیا در سال ۱۹۳۲ برای حل مشکل تعداد شترمرغ استرالیایی (ایمو) که در بخشی استرالیای غربی باعث آزار شده بودند بود. تلاش‌های ناموفق محدود کردن جمعیت این پرنده بی‌پرواز بومی استرالیا توسط سربازان مسلح به تفنگ لوئیس باعث شد که رسانه‌ها نام جنگ را برای ارجاع به آن انتخاب کنند.
پس از بازگشت سربازان استرالیایی از جنگ جهانی اول، دولت زمین‌هایی در غرب استرالیا را به عنوان پاداش به آن‌ها داد تا در آن کشاورزی کنند. آن دوران مصادف با دوره رکود بزرگ بود و دولت برای تقویت بخش کشاورزی قول مساعدت‌هایی را به کشاورزان داده بود تا کشت گندم را تقویت کند اما این کمک‌ها هیچ‌وقت محقق نشد. نارضایتی کشاورزان در اثر رکود و بدقولی دولت زمانی به اوج رسید که شترمرغ‌های استرالیایی (ایمو) هنگام مهاجرت خود به سمت سواحل غربی شروع به غارت زمین‌های کشت شده آن‌ها کردند. گروهی از کهنه سربازان جنگ استفاده از مسلسل برای مقابله با این تهدید پیشنهاد کردند و دولت که به دنبال یافتن راهی برای جلب رضایت کشاورزان بود از این فرصت نهایت استفاده را کرد و ارتش را با مسلسل‌های لوئیس به جنگ لشکر شترمرغ‌ها فرستاد. اما شرایط آنگونه که انتظار داشتند پیش نرفت، شترمرغ‌ها سریع و زیرک بودند و بعد از چندین روز نقشه‌کشی و شلیک هزاران گلوله صرفاً تعداد ناچیزی از جمعیت شترمرغ‌ها کشته شدند. تلاش برای نصب مسلسل روی کامیون نیز بی فایده بود چون سرعت دویدن شترمرغ‌ها حدود ۳ برابر سرعت کامیون‌ها بود. نهایتاً ارتش استرالیا ناتوانی خود در کاهش جمعیت شترمرغ‌ها را قبول کرده و عقب‌نشینی کرد و ایموها حمله خود به محصولات کشاورزی را ادامه دادند. با وجود مشکلات پیش آمده از این عملیات، کشاورزان منطقه بار دیگر در سال‌های ۱۹۳۴، ۱۹۴۳ و ۱۹۴۸ درخواست مقاومت نظامی کردند که دولت استرالیا قبول نکردتا اینکه نهایتاً دولت برای کاهش جمعیت ایموها برای سر آن‌ها جایزه گذاشت و این منجر به حل بحران شترمرغ‌های استرالیا شد.